# Assia Raziki
Assia Raziki (Marruecos, 4 de octubre de 1996) es una velocista marroquí especializada en carreras cortas (100, 200 y 400 metros) así como de media distancia en 800 metros.

## Carrera
Ganó la medalla de bronce en la prueba de 200 metros femeninos en los Campeonatos Árabes de Atletismo de 2015, celebrados en Madinat 'Isa (Baréin).
En 2017, ganó cuatro medallas de oro en los Campeonatos Árabes de Atletismo celebrados en Radés (Túnez). Dos años después, en los Campeonatos Árabes de Atletismo de 2019 celebrados en El Cairo (Egipto), ganó una medalla de plata y otra de bronce.
Fue cuarta en los 100 metros y ganó una medalla de bronce en los 400 metros en los Juegos de la Francofonía 2017, y terminó quinta en los 200 metros en los Juegos de la Solidaridad Islámica de 2017, también compitió en los Campeonatos de África de 2014 y 2016, así como en los Juegos Mediterráneos de 2018 sin llegar a la final.
Compitió en las pruebas de 200 metros y 400 metros femeninos en los Juegos Panafricanos de 2019 celebrados en Rabat (Marruecos).
A comienzos de julio de 2022, en los Juegos Mediterráneos de 2022 celebrados en Orán (Argelia), llegaba al podio gracias a un tercer puesto en los 800 metros, con un tiempo de 2:01,44 minutos.
El 21 de julio corrió los 800 metros en el Campeonato Mundial de Atletismo de Eugene (Oregón), donde cayó en la ronda preliminar, siendo sexta de la serie tercera, con una marca de 2:03,77 minutos.

## Resultados

### Por temporada
| Representando a Marruecos | Representando a Marruecos         | Representando a Marruecos | Representando a Marruecos | Representando a Marruecos | Representando a Marruecos |
| ------------------------- | --------------------------------- | ------------------------- | ------------------------- | ------------------------- | ------------------------- |
| Año                       | Competición                       | Lugar                     | Puesto                    | Modalidad                 | Marca                     |
| 2015                      | Campeonatos Árabes de Atletismo   | Madinat 'Isa              | 5.ª                       | 100 m                     | 11,83 s                   |
| 2015                      | Campeonatos Árabes de Atletismo   | Madinat 'Isa              | 3.ª                       | 200 m                     | 23,77 s                   |
| 2016                      | Campeonato Africano de Atletismo  | Durban                    | 6.ª (SF3)                 | 100 m                     | 12,06 s                   |
| 2016                      | Campeonato Africano de Atletismo  | Durban                    | 5.ª (SF2)                 | 200 m                     | 24,31 s                   |
| 2017                      | Juegos de la Solidaridad Islámica | Bakú                      | 5.ª                       | 200 m                     | 23,77 s                   |
| 2017                      | Campeonatos Árabes de Atletismo   | Radés                     | 1.ª                       | 100 m                     | 11,63 s                   |
| 2017                      | Campeonatos Árabes de Atletismo   | Radés                     | 1.ª                       | 200 m                     | 23,80 s                   |
| 2017                      | Campeonatos Árabes de Atletismo   | Radés                     | 1.ª                       | Relevo 4 x 100 m          | 46,70 s                   |
| 2017                      | Campeonatos Árabes de Atletismo   | Radés                     | 1.ª                       | Relevo 4 x 400 m          | 3:44,22 min               |
| 2017                      | Juegos de la Francofonía          | Abiyán                    | 4.ª                       | 100 m                     | 11,78 s                   |
| 2017                      | Juegos de la Francofonía          | Abiyán                    | 3.ª                       | 400 m                     | 52,98 s                   |
| 2018                      | Juegos Mediterráneos              | Tarragona                 | 4.ª                       | Relevos 4 x 400 m         | 3:33,91 min               |
| 2019                      | Campeonatos Árabes de Atletismo   | El Cairo                  | 3.ª                       | 100 m                     | 12,09 s                   |
| 2019                      | Campeonatos Árabes de Atletismo   | El Cairo                  | 2.ª                       | 400 m                     | 53,73 s                   |
| 2019                      | Juegos Panafricanos               | Rabat                     | 8.ª                       | 400 m                     | 53,24 s                   |
| 2021                      | Campeonatos Árabes de Atletismo   | Radés                     | 3.ª                       | 200 m                     | 23,49 s                   |
| 2021                      | Campeonatos Árabes de Atletismo   | Radés                     | 1.ª                       | 400 m                     | 52,75 s                   |
| 2021                      | Campeonatos Árabes de Atletismo   | Radés                     | 1.ª                       | Relevo 4 x 400 m          | 3:45,64 min               |
| 2022                      | Campeonato Africano de Atletismo  | Saint Pierre              | 5.ª                       | 800 m                     | 2:04,75 min               |
| 2022                      | Juegos Mediterráneos              | Orán                      | 3.ª                       | 800 m                     | 2:01,44 min               |
| 2022                      | Campeonato Mundial de Atletismo   | Eugene                    | 6.ª (H3)                  | 800 m                     | 2:03,77 min               |

### Mejores marcas
| Disciplina                  | Marca       | Lugar  | Fecha               |
| --------------------------- | ----------- | ------ | ------------------- |
| 100 metros lisos (exterior) | 11,30 s     | Durban | 22 de junio de 2016 |
| 200 metros lisos (exterior) | 23,49 s     | Radés  | 20 de junio de 2021 |
| 400 metros lisos (exterior) | 52,75 s     | Radés  | 17 de junio de 2021 |
| 800 metros lisos (exterior) | 2:01,44 min | Orán   | 2 de julio de 2022  |
| 4 x 400 metros relevos      | 3:44,22 min | Radés  | 18 de julio de 2017 |